# Heiterwang
Heiterwang ist eine Gemeinde mit 555 Einwohnern (Stand 1. Jänner 2025) im Bezirk Reutte in Tirol (Österreich). Die Gemeinde liegt im Gerichtsbezirk Reutte.

## Geographie
Heiterwang liegt auf 994 m ü. A. südlich des Bezirkshauptortes Reutte am Beginn von Zwischentoren in einer Talweitung am Heiterwanger See, der mit dem Plansee durch einen Kanal verbunden ist. Die Gemeinde hat eine Fläche von rund 36 Quadratkilometer. Mehr als zwei Drittel der Gemeindefläche sind bewaldet, knapp zehn Prozent werden landwirtschaftlich genutzt, dreizehn Prozent sind hochalpines Gebiet und 230 Hektar sind Wasserfläche.

### Gemeindegliederung
Die Gemeinde Heiterwang ist gleichzeitig eine Katastralgemeinde und gliedert sich neben dem Dorfkern in folgende Ortsteile:
- Bichl (Dorf)
- Ennet der Ach (Dorf)
- Mühle (Weiler)
- Unterdorf
- Oberdorf
- Kög

### Nachbargemeinden
|         | Breitenwang                                 | Reutte    |
| Reutte  | Kompassrose, die auf Nachbargemeinden zeigt | Lermoos   |
| Berwang |                                             | Bichlbach |

## Geschichte
Der Name des Ortes leitet sich von Ayterwanch, was Brennnesselwiese bedeutet, ab. Der 1288 erstmals erwähnte Ort war wegen seiner verkehrsgünstigen Lage am Heiterwanger See bekannt. Die Errichtung der Pfarre Bichlbach erfolgte im Jahr 1423.
Vom Handel profitierte Heiterwang, da sowohl die Verbindung Verona-Augsburg als auch die wichtige Salzroute Hall-Bregenz über den Fernpass und damit durch den Ort verliefen. Hier befand sich eine Pferdewechselstation, daneben Schmiedebetriebe, Gasthäuser und Wagner sowie eine Waage. Im Jahr 1592 kam auch eine Poststation dazu.
Der Heiterwanger See war wegen seines Fischreichtums ein wichtiger Wirtschaftsfaktor. Ab 1260 war der See im Besitz der Grafen von Tirol, die ihn 1312 dem Stift Stams übergaben. Im Fischereibuch von Kaiser Maximilan wurde der See als besonders wichtig beschrieben, und so versuchte er mit Herzog Siegmund die Fischereirechte zurückzubekommen. Ein diesbezüglicher Nutzungsvertrag wurde 1631 zwischen Erzherzog Leopold V. und dem Stift Stams geschlossen. Der Fischer bewohnte den 1576 von Erzherzog Ferdinand II. errichteten Fürstenhof.

### Bevölkerungsentwicklung

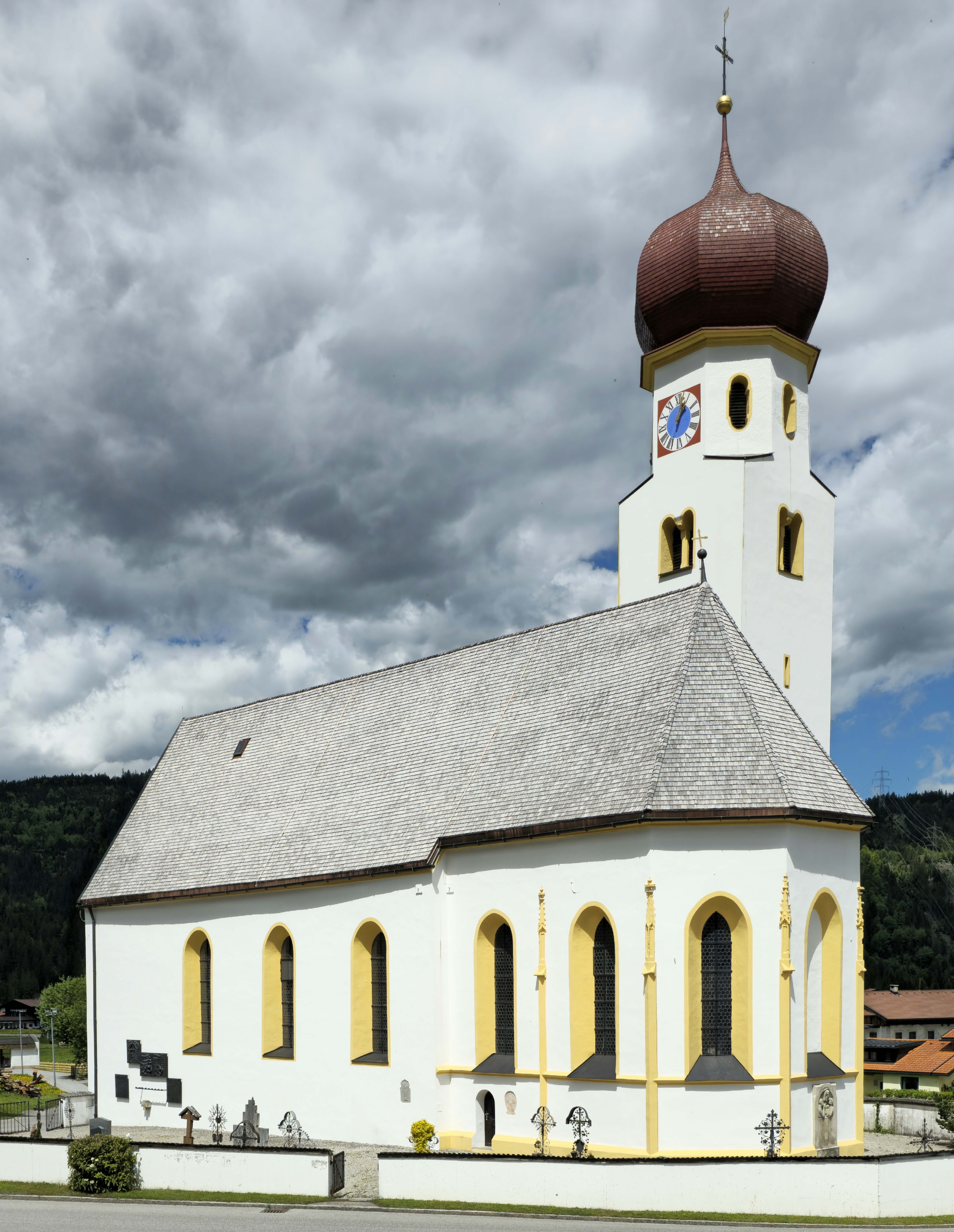
Pfarrkirche Heiterwang

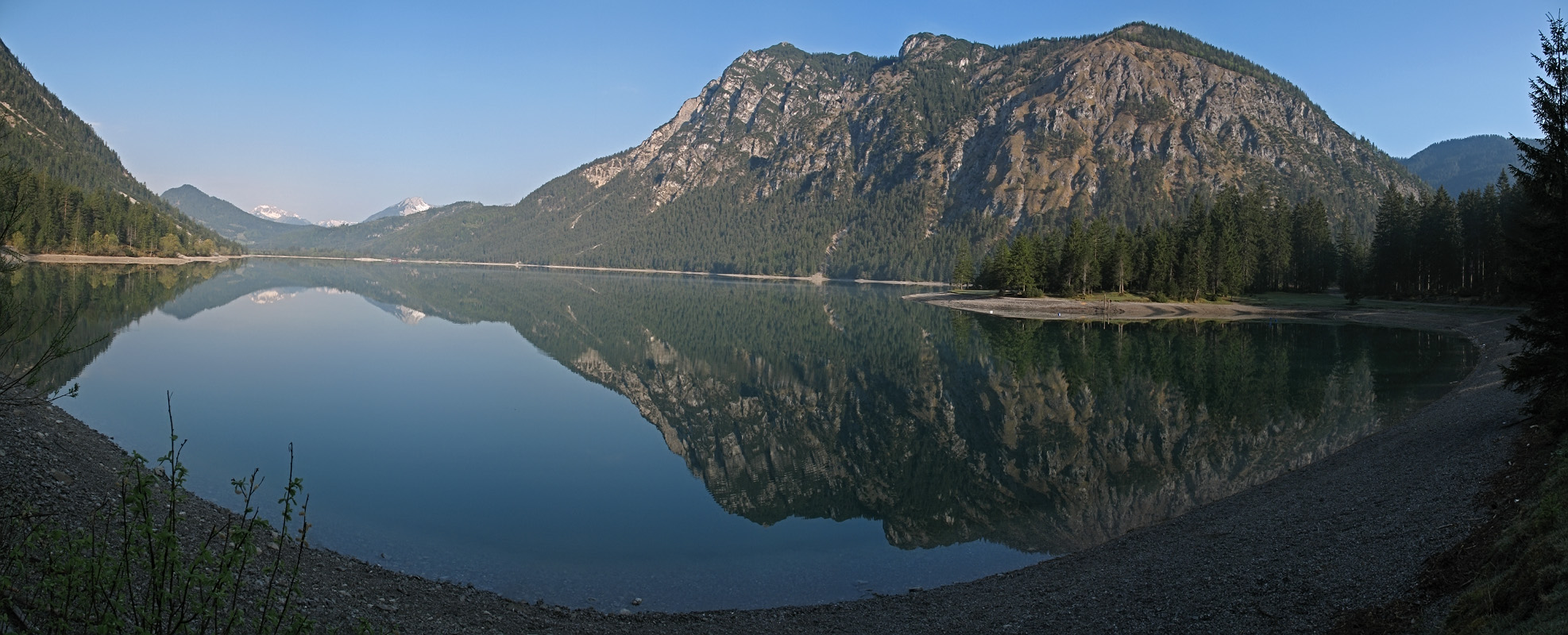
Heiterwanger See

| Heiterwang: Einwohnerzahlen von 1869 bis 2024       | Heiterwang: Einwohnerzahlen von 1869 bis 2024 | Heiterwang: Einwohnerzahlen von 1869 bis 2024 | Heiterwang: Einwohnerzahlen von 1869 bis 2024 | Heiterwang: Einwohnerzahlen von 1869 bis 2024 |
| --------------------------------------------------- | --------------------------------------------- | --------------------------------------------- | --------------------------------------------- | --------------------------------------------- |
| Jahr                                                |                                               |                                               |                                               | Einwohner                                     |
| 1869                                                | 1869                                          |                                               | 429                                           | 429                                           |
| 1880                                                | 1880                                          |                                               | 420                                           | 420                                           |
| 1890                                                | 1890                                          |                                               | 339                                           | 339                                           |
| 1900                                                | 1900                                          |                                               | 300                                           | 300                                           |
| 1910                                                | 1910                                          |                                               | 323                                           | 323                                           |
| 1923                                                | 1923                                          |                                               | 329                                           | 329                                           |
| 1934                                                | 1934                                          |                                               | 308                                           | 308                                           |
| 1939                                                | 1939                                          |                                               | 305                                           | 305                                           |
| 1951                                                | 1951                                          |                                               | 380                                           | 380                                           |
| 1961                                                | 1961                                          |                                               | 378                                           | 378                                           |
| 1971                                                | 1971                                          |                                               | 418                                           | 418                                           |
| 1981                                                | 1981                                          |                                               | 480                                           | 480                                           |
| 1991                                                | 1991                                          |                                               | 499                                           | 499                                           |
| 2001                                                | 2001                                          |                                               | 554                                           | 554                                           |
| 2011                                                | 2011                                          |                                               | 510                                           | 510                                           |
| 2021                                                | 2021                                          |                                               | 541                                           | 541                                           |
| 2024                                                | 2024                                          |                                               | 550                                           | 550                                           |
| Quelle(n): Statistik Austria, Gebietsstand 1.1.2021 |                                               |                                               |                                               |                                               |

## Kultur und Sehenswürdigkeiten
- Katholische Pfarrkirche Unsere Liebe Frau Mariae Himmelfahrt: Die Pfarrkirche Unsere Liebe Frau geht auf eine Kapelle des 14. Jahrhunderts zurück. Erwähnt wurde eine Liebfrauenkirche 1423, gebaut zwischen 1480 und 1490 wahrscheinlich von Hans Räffl. Im Schmalkaldischen Krieg wurden große Teile der Kirche zerstört, der Chorraum und Turm blieben jedenfalls erhalten. Das Kirchenschiff wurde im 16. Jahrhundert wieder errichtet. Eine Gesamtrestauration fand um 1750 statt. Weitere folgten im 20. Jahrhundert.[3]
- Heiterwanger See

## Wirtschaft und Infrastruktur

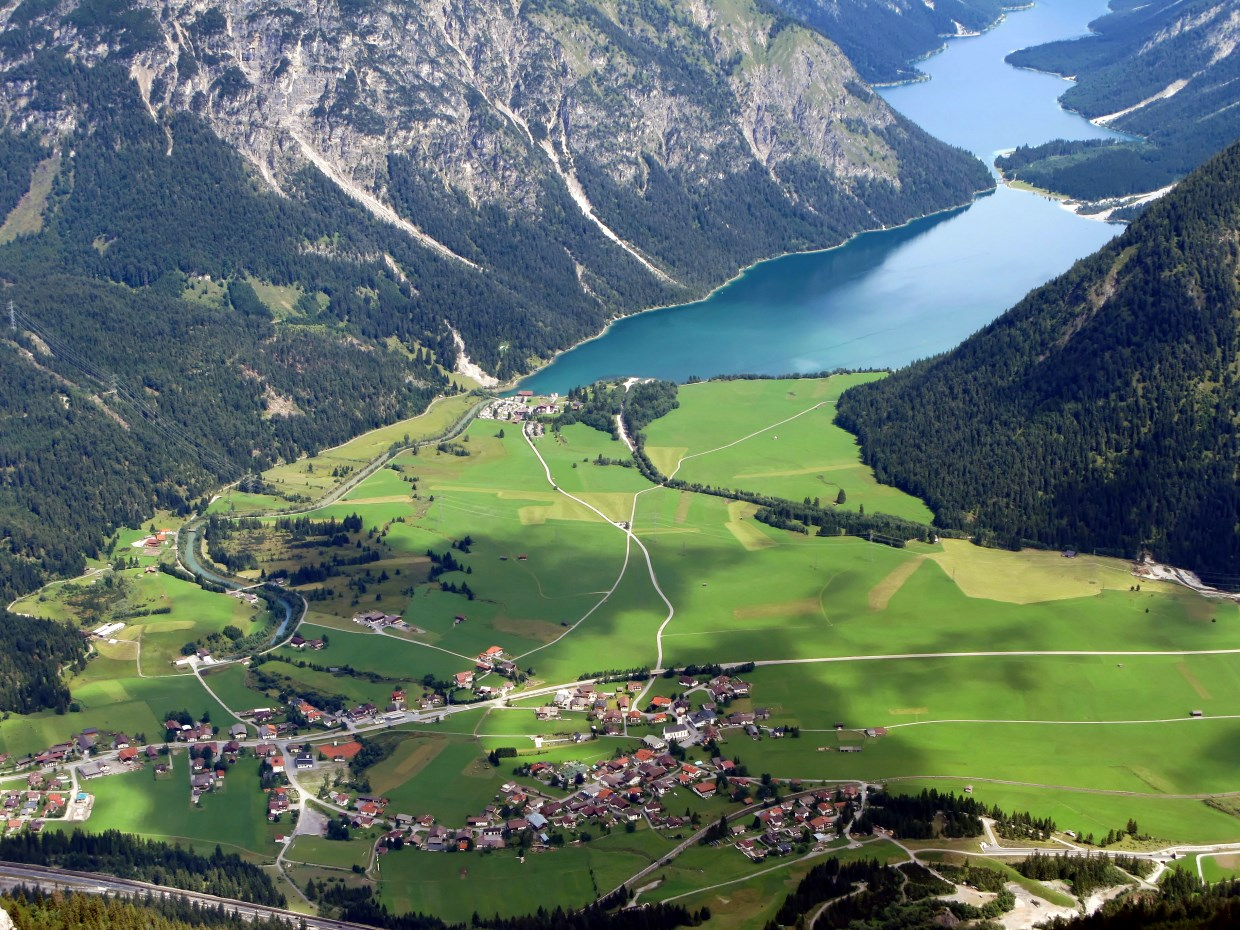
Heiterwang mit Heiterwanger See

Heute ist Heiterwang eine zweisaisonale Tourismusgemeinde mit Schwerpunkt im Sommertourismus (durch den Heiterwanger See) und Auspendlergemeinde nach Reutte.

### Arbeitsmarkt
In der Gemeinde gibt es rund sechzig Arbeitsplätze. Elf in der Landwirtschaft, fünf im Produktionssektor und drei Viertel im Dienstleistungssektor (Stand 2011).  Von den 260 Erwerbstätigen in Heiterwang arbeitet ein Fünftel in der Gemeinde, mehr als 200 pendeln aus.

### Fremdenverkehr
Die Anzahl der Übernachtungen stieg von 31.000 im Jahr 2010 auf 57.000 im Jahr 2019. Mehr als die Hälfte der Nächtigungen entfallen auf die drei Monate Juni, Juli und August.

### Verkehr
Der Ort liegt an der Fernpassstraße und ist über die Außerfernbahn an das Eisenbahnnetz angeschlossen.
Zugleich liegt Heiterwang am Fernradweg, der als Via Claudia Augusta entlang einer gleichnamigen antiken Römerstraße verläuft.

## Politik

### Gemeinderat
In den Gemeinderat werden 11 Vertreter gewählt:
| Partei                                   | 2010  | 2010    | 2016  | 2016    | 2022  | 2022    |
| Partei                                   | %     | Mandate | %     | Mandate | %     | Mandate |
| ---------------------------------------- | ----- | ------- | ----- | ------- | ----- | ------- |
| Wir für Gemeinschaft und Zukunft         |       |         | 41,32 | 5       | 51,32 | 6       |
| Stark für unser Dahuam - DAHUAM          |       |         |       |         | 39,74 | 4       |
| BürgerInnenListe Heiterwang              | 18,16 |         | 10,74 | 1       | 8,95  | 1       |
| Stark mit Beate - Für Heiterwang         |       |         | 47,93 | 5       |       |         |
| Liste für Fortschritt und Zusammenarbeit | 81,84 |         |       |         |       |         |

### Bürgermeister
Bürgermeister in Heiterwang ist Richard Baldauf.

### Wappen
Blasonierung: In einem von Gold und Schwarz mit Wellenschnitt gespaltenen Schild rechts zwei linksschauende Fische, links eine Brennnessel in verwechselten Farben.
Das 1970 verliehene Gemeindewappen symbolisiert mit der Brennnessel den Ortsnamen und verweist mit den Fischen auf den Heiterwanger See.

Der geschichtsträchtige Gasthof Post, denkmalgeschützt
Der im Tiroler Kunstkataster verzeichnete Einhof Unterdorf 10

## Persönlichkeiten

### Mit der Gemeinde verbundene Persönlichkeiten
- Ferdinand Eberle (* 1949), Politiker (ÖVP)
- Christine Fröhlich (1948–2015), Politikerin (ÖVP)